# 星間物質
星間物質（、英語: interstellar medium、ISM）とは、恒星間の宇宙空間に分布する、希薄な物質の総称である。密度では、地球の上層大気よりも遙かに希薄である。

## 概要
星間物質は、気体の星間ガスと、固体の細かい塵である星間塵（宇宙塵）に分けられる。前者は主に水素やヘリウムなどの軽い気体、後者は珪素や炭素、鉄、マグネシウムなどから成る微粒子である。存在比では星間ガスの方が多く、星間塵は星間物質全体の質量の1パーセント程度と少ない。一部の星間物質が濃密に凝集して星雲・分子雲を形成する場合があるものの、大部分は可視光では観測不能であり、赤外線や電波の放射によって観測される。
星間物質の平均密度は、1 cm3あたり水素原子が1個から数個程度であり、地球上の実験室で達成できる真空状態を遙かにしのぐ超高度真空状態である。このように極めて低い密度ながら、こうした低密度の物質が宇宙には存在している。なお、分子雲などでは、より密度が高い。特に銀河の中心核（バルジ）やそれを取り巻く円盤部分、そして銀河全体を包み込む球状の銀河ハローなどには大量に分布している。星間物質の総量は、銀河系に属する恒星の総質量の約1割を占めると推定されている。

## 三相モデル
1969年にフィールド (Field)・ゴールドスミス (Goldsmith) ・ハビング (Habing) が、それまでに観測された星間空間の性質を説明するために、"二相モデル"を提案した。このモデルでは星間空間は、ほとんどが中性の（イオン化されていない）水素分子によって構成され、低温 (300 K以下) で密度が高い分子雲相と、中性かもしくは電離されたガスで構成される、比較的高温 (およそ1000 K) の希薄な分子雲間ガス相に分けられる。1977年にクリストファー・マッキーとエレミア・オストライカーは、さらに超新星爆発によって発生した衝撃波によって温められた超高温（およそ1,000,000 K）な相を加えた。この相は星間空間の体積の大半を占めており、彼らの論文はここ25年以上におよぶこれらの研究の基礎についても言及されている。しかしながら、これらの相の分類やその比率については、天文学者の間で現在も議論がなされている。
以下に、星間空間の相についての温度・密度・主な構成粒子をまとめた。
| 天体（相）                    | 占める割合 | 温度 (K)    | 密度 (atoms/cm3) | 主な粒子の形態                             |
| ----------------------------- | ---------- | ----------- | ---------------- | ------------------------------------------ |
| 分子雲                        | < 1%       | 20 - 50     | 103 - 106        | 水素分子                                   |
| 低温中性雲 (CNM)              | 1-5%       | 50 - 100    | 1 - 103          | 水素原子                                   |
| 高温中性雲 (WNM)              | 10-20%     | 1000 - 5000 | 10-1 - 10        | 水素原子                                   |
| 高温電離雲 (WIM)              | 20-50%     | 103 - 104   | 0.01             | 水素イオン                                 |
| HII領域                       | ～10%      | 104         | 102 - 104        | 水素イオン                                 |
| コロナガス 超高温電離雲 (HIM) | 30-70%     | 106 - 107   | 10-4 - 10-2      | 非常に電離度が高くほとんどの粒子がイオン化 |

## SF
SFにおいては、未来の恒星間宇宙船が超高速で宇宙を飛ぶ際に、星間物質がちょうど空気抵抗と同じように無視し得ない抵抗となって、宇宙船が破壊されかねないため亜光速での航行は不可能とも指摘されている。ただ、これを逆にラムジェットエンジンの要領で集めて、燃料とするアイデアも出されている。1960年にロバート・バサードが磁場によって帯電した星間物質を集め、燃料にする、恒星間宇宙船のための星間物質によるラムジェットエンジンは可能とした提案を発表したため、この種の星間物質を利用したエンジンは「バサード・ラムジェット（あるいはバサード式ラムジェット）エンジン」と呼ばれる。